# 한컴오피스 뷰어
한컴오피스 뷰어는 다양한 모바일 디바이스에서 한컴오피스 및 Microsoft 오피스 포맷의 문서를 빠르고 편리하게 확인할 수 있는 응용 프로그램이다. Microsoft 오피스 문서에 대한 높은 호환성을 제공하며, 별도의 프로그램 없이 한글 및 PDF 문서도 확인할 수 있다.
한글과컴퓨터사에서 공식적으로 제공하는 한글뷰어뿐만아니라 한글과컴퓨터에서 한/글이 보다 많은 사용자들과의 광범위한 정보공유에서의 진정한 가치를 실현하고자 공개한 HWP파일포맷으로 개발된 한/글을 사랑하는 제3자 구현의  한글뷰어 및 라이브러리가 오픈소스로 배포 및 제공되고있다. 이들중에는 hwplib 같은 공개 라이브러리 나  인터넷 브라우저상에서 한글뷰어를 가능하게하는 hwp.js 등이 있다.
이러한 다양한 공개 버전들은 한글과컴퓨터에서 한컴오피스 HWP 문서 파일(.hwp)을 공개한 선의의 취지에 따라 이로부터 얻은 결과물을 기초로 또 다른 독점적, 배타적 권리를 취득하려고 하기 보다는 무료 사용과 적극적인 소스코드(source code) 공개를 함으로써 대중적인 한/글(아래아한글)로서 사랑받도록 하는데 기여하고있다.

## 뷰어프로그램
뷰어프로그램(viewer program)은 상용 프로그램으로 제작된 파일의 내용을 해당 프로그램이 없는 일반인들도 볼 수 있도록 별도로 제작 배포한 간단한 열람용 프로그램을 말한다. 아래아 한글, 워드, 파워 포인트, 피디에프(PDF) 등 해당 제품을 구입하지 않은 사람도 뷰어 프로그램만 있으면 내용을 볼 수 있다. 그러나 뷰어 프로그램으로 편집이나 수정은 할 수 없다.

## 같이 보기
- 한컴오피스